# 大卫·纳尔班迪安
大卫·纳尔班迪安（David Nalbandian，1982年1月1日—），已退役的阿根廷职业网球运动员，為亚美尼亚人的后裔。5歲開始接觸網球，曾贏得美國公開賽和溫布頓錦標賽的青年組冠軍。他擅長反手抽擊，單打最高世界排名為第3。
納爾班迪安在2002年溫布頓網球錦標賽的單打比賽中獲得亞軍。在他的職業生涯中，他贏得了11個單打冠軍，其中包括2005年的網球大師杯賽和兩次ATP大師系列賽。
在2007年馬德里大師賽，他成為自1994年以來，第3位在同一賽事中擊敗世界排名前3選手而封王者。近9場比賽對羅傑·費德勒只有1次勝利的納班迪安，藉著連續打敗世界第2的拉斐爾·納達爾及第3的諾瓦克·喬科維奇所帶給他的信心，於決賽與費德勒激戰三盤之後，以1：6、6：3、6：3後來居上，打敗費德勒。

## 大满贯

### 男單亞軍（1）
| 年度 | 賽事         | 場地 | 決賽對手 | 對手國籍 | 勝方比分      |
| 2002 | 溫布頓錦標賽 | 草地 | 曉域     | 澳大利亚 | 6-1, 6-3, 6-2 |

## 大师盃

### 男單冠軍（1）
| 年度 | 賽事 | 場地     | 決賽對手 | 對手國籍 | 勝方比分                    |
| 2005 | 上海 | 室內地毯 | 費德勒   | 瑞士     | 64-7, 611-7, 6-2, 6-1, 7-63 |

## 大師賽

### 男單冠軍（2）
| 年度 | 賽事   | 場地     | 決賽對手 | 對手國籍 | 勝方比分      |
| 2007 | 馬德里 | 室內硬地 | 費德勒   | 瑞士     | 1-6, 6-3, 6-3 |
| 2007 | 巴黎   | 室內硬地 | 納達爾   | 西班牙   | 6-4, 6-0      |

### 男單亞軍（4）
| 年度 | 賽事            | 場地     | 決賽對手 | 對手國籍 | 勝方比分      |
| 2003 | 加拿大 (蒙特婁) | 硬地     | 羅迪克   | 美國     | 6-1, 6-3      |
| 2004 | 羅馬            | 紅土     | 莫亞     | 西班牙   | 6-3, 6-3, 6-1 |
| 2004 | 馬德里          | 室內硬地 | 沙芬     | 俄羅斯   | 6-2, 6-4, 6-3 |
| 2008 | 巴黎            | 室內硬地 | 特松加   | 法國     | 6-3, 4-6, 6-4 |

## 外部連結
- 官方网站（西班牙文）（英文）
- 大卫·纳尔班迪安（英文/西班牙文）的官方資料
- 大卫·纳尔班迪安的國際網球總會 職業／青少年 官方資料（英文）
- 大卫·纳尔班迪安的官方資料（英文）